# Иван Калудов
Иван Николов Калудов е български политик от БЗНС (казионен).

## Биография
Роден е на 18 април 1918 г. във варненското село Изворско. Член на ЗМС от 1944 г. След 9 септември 1944 г. е секретар на Областното ръководство на ЗМС, както и на Окръжното ръководство на БЗНС във Варна. Известно време е бил председател на Изпълнителния комитет на Окръжния народен съвет в Толбухин (Добрич). От 1963 до 1987 г. е председател на Окръжното ръководство на БЗНС във Варна. В периода ноември 1971-май 1986 е член на Постоянното присъствие на БЗНС, а след това член на УС на БЗНС. Членува в НС на ОФ. Награждаван е с ордените „Георги Димитров“ и „13 века България“. Умира през 1990 г.